# Großschönau (Germania)
Großschönau è un comune della Sassonia, in Germania.
Appartiene al circondario di Görlitz ed è amministrato dalla Verwaltungsgemeinschaft Großschönau-Hainewalde.